# Edward Carrington Cabell

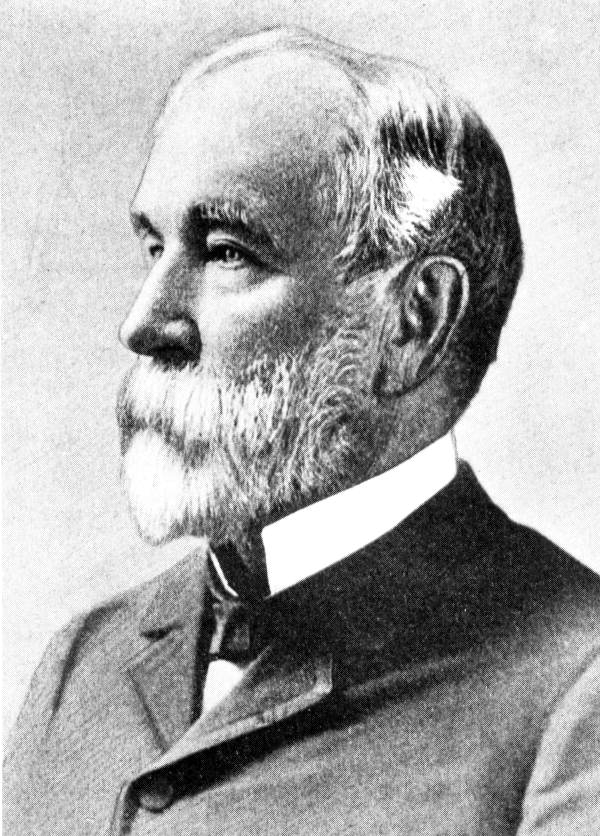
Edward Carrington Cabell

Edward Carrington Cabell (* 5. Februar 1816 in Richmond, Virginia; † 28. Februar 1896 in St. Louis, Missouri) war ein US-amerikanischer Politiker. Zwischen 1845 und 1853 vertrat er zweimal den Bundesstaat Florida im US-Repräsentantenhaus.

## Werdegang
Edward Cabell besuchte bis 1833 das Washington College in Lexington, aus dem später die Washington and Lee University hervorging, sowie bis 1834 die Reynolds' Classical Academy. Daran schloss sich bis 1836 ein Studium an der University of Virginia in Charlottesville an. Im Jahr 1837 zog Cabell in das Florida-Territorium, wo er in der Nähe von Tallahassee in der Landwirtschaft arbeitete. Im Jahr 1838 war er Delegierter auf einer Versammlung, bei der über die zukünftige Verfassung des geplanten Bundesstaates Florida beraten wurde. Danach kehrte Cabell vorübergehend nach Virginia zurück.
Nach einem Jurastudium und seiner im Jahr 1840 erfolgten Zulassung als Rechtsanwalt zog er wieder nach Tallahassee. Nach der Staatsgründung von Florida wurde er für die Whig Party als erster Abgeordneter des neuen Staates in den Kongress in Washington, D.C. gewählt. Dort trat er am 6. Oktober 1845 sein neues Mandat an. Seine Wahl wurde aber von dem Demokraten William Henry Brockenbrough angefochten. Nachdem diesem Einspruch stattgegeben worden war, musste Cabell sein Mandat am 24. Januar 1846 an Brockenbrough abtreten.
Bei den regulären Kongresswahlen des Jahres 1846 wurde Cabell im damals einzigen Wahlbezirk Floridas erneut in das Repräsentantenhaus in Washington gewählt, wo er am 4. März 1847 Brockenbroughs Nachfolge antrat. Nach zwei Wiederwahlen konnte er bis zum 3. März 1853 drei Legislaturperioden im Kongress absolvieren. Diese waren von den Ereignissen des Mexikanisch-Amerikanischen Krieges geprägt. Zwischen 1847 und 1849 war er Vorsitzender des Ausschusses zur Verwaltung der staatlichen Liegenschaften. In einer Wahtbroschüre von 1850 erklärt er, er wolle die Agitation über die Sklavenfrage beenden, die von vielen aus eigensüchtigen Motiven angefacht werde. Er werde jedoch allen Maßnahmen entgegenwirken, die den Besitzstand seiner Wähler gefährdeten. Cabell war seit mindestens 1850 Sklavenhalter.
Bei den Kongresswahlen des Jahres 1852 unterlag Cabell dem Demokraten Augustus Maxwell. Nach seinem Ausscheiden aus dem US-Repräsentantenhaus arbeitete er in Tallahassee als Anwalt. Im Jahr 1859 zog er nach St. Louis im Staat Missouri. Während des Bürgerkrieges war er Oberstleutnant im Heer der Konföderation. Nach dem Krieg praktizierte Cabell zwischen 1868 und 1872 als Jurist in New York City. Danach setzte er diese Tätigkeit in St. Louis fort. Zwischen 1878 und 1882 saß er im Senat von Missouri. Danach zog er sich aus der Politik zurück. Edward Cabell starb am 28. Februar 1896 in St. Louis, wo er auch beigesetzt wurde.

## Publikationen
- Address of E. C. Cabell of Florida, to his constituents, Washington 1850 (Broschüre)